# Cabuyaro
Cabuyaro – miasto w Kolumbii, w departamencie Meta.